# Соболево (Ивановская область)
Со́болево — село в Юрьевецком районе Ивановской области, административный центр Соболевского сельского поселения.
Расположено на правом берегу Волги (Горьковское водохранилище). Расстояние до районного центра, города Юрьевца, составляет 8 км. Ближайший аэропорт находится в Иванове на расстоянии 131 км.

## История
Каменная Воскресенская церковь была построена в селе в 1794 году на средства прихожан. В храме было три престола: в честь Воскресения Христова, святителя Николая Чудотворца и преподобного Сергия Радонежского. По воспоминаниям местных жителей, отражённым в районной газете «Волга», колокольня была разрушена в советское время — её обвязали тросом и обрушили с помощью трактора. В настоящее время церковь заброшена и не действует.
В XIX — первой четверти XX века село являлось центром Соболевской волости Юрьевецкого уезда Костромской губернии, с 1918 года — Иваново-Вознесенской губернии.
С 1929 года село являлось центром Соболевского сельсовета Юрьевецкого района Ивановской области, с 2005 года — центром Соболевского сельского поселения. В советское время в селе действовал колхоз, для помощи которому в сельскохозяйственных работах (сенокос, уборка льна) привлекались дети под руководством бригадира Арсения Шамрина.
В годы Великой Отечественной войны жители села наблюдали зарево от бомбардировок Ярославля. В последние годы войны в подвале здания Соболевской школы размещались пленные немцы.

## Население
| 1872 | 1897 | 1907 | 2002 | 2010 |
| ---- | ---- | ---- | ---- | ---- |
| 146  | ↗310 | ↘256 | ↗511 | ↘480 |

## Инфраструктура
В селе действуют Дом культуры и отделение Почты России. Соболевская средняя школа, в здании которой во время войны содержались пленные, была закрыта в 2022 году.